# Kanton Saint-Étienne-les-Orgues
Kanton Saint-Étienne-les-Orgues (fr. Canton de Saint-Étienne-les-Orgues) je francouzský kanton v departementu Alpes-de-Haute-Provence v regionu Provence-Alpes-Côte d'Azur. Tvoří ho osm obcí.
- Cruis
- Fontienne
- Lardiers
- Mallefougasse-Augès
- Montlaux
- Ongles
- Revest-Saint-Martin
- Saint-Étienne-les-Orgues